# Šmarje pri Jelšah
 Šmarje pri Jelšah  est une commune située dans la région de Basse-Styrie en Slovénie. La commune accueille vingt églises et trois châteaux.

## Géographie

### Villages
Les villages qui composent la commune sont Babna Brda, Babna Gora, Babna Reka, Beli Potok pri Lembergu, Belo, Bezgovica, Bobovo pri Šmarju, Bodrež, Bodrišna vas, Brecljevo, Brezje pri Lekmarju, Bukovje v Babni Gori, Cerovec pri Šmarju, Dol pri Pristavi, Dol pri Šmarju, Dragomilo, Dvor, Gaj, Globoko pri Šmarju, Gornja vas, Grliče, Grobelce, Grobelno, Hajnsko, Jazbina, Jerovska vas, Ješovec pri Šmarju, Kamenik, Konuško, Koretno, Korpule, Kristan Vrh, Krtince, Laše, Lekmarje, Lemberg pri Šmarju, Lipovec, Mala Pristava, Mestinje, Močle, Nova vas pri Šmarju, Orehovec, Pečica, Pijovci, Platinovec, Polžanska Gorca, Polžanska vas, Predel, Predenca, Preloge pri Šmarju, Pustike, Rakovec, Senovica, Sladka Gora, Sotensko pri Šmarju, Spodnja Ponkvica, Spodnje Mestinje, Spodnje Selce, Spodnje Tinsko, Stranje, Strtenica, Sveti Štefan, Šentvid pri Grobelnem, Šerovo, Škofija, Šmarje pri Jelšah, Topolovec, Vinski Vrh pri Šmarju, Vodenovo, Vrh, Vršna vas, Zadrže, Zastranje, Završe pri Grobelnem, Zgornje Tinsko, Zibika et Zibiška vas.

## Démographie
Entre 1999 et 2021, la population de la commune a légèrement augmenté pour dépasser le seuil des 10 000 habitants,.
Évolution démographique
| 1999   | 2000   | 2001   | 2002   | 2003   | 2004   | 2005   | 2006   | 2007   |
| ------ | ------ | ------ | ------ | ------ | ------ | ------ | ------ | ------ |
| 9 484  | 9 460  | 9 481  | 9 505  | 9 575  | 9 615  | 9 670  | 9 679  | 9 770  |
| 2008   | 2009   | 2010   | 2011   | 2012   | 2013   | 2014   | 2015   | 2016   |
| 9 906  | 9 946  | 10 052 | 10 154 | 10 237 | 10 278 | 10 214 | 10 184 | 10 260 |
| 2017   | 2018   | 2019   | 2020   | 2021   |        |        |        |        |
| 10 253 | 10 227 | 10 256 | 10 271 | 10 375 |        |        |        |        |

## Personnalités liées à la commune
- Jaroslav Šašel (1924-1988}, archéologue et historien de l'Antiquité.